# Parasphallenum
Parasphallenum is een kevergeslacht uit de familie van de boktorren (Cerambycidae). De wetenschappelijke naam van het geslacht werd voor het eerst geldig gepubliceerd in 1982 door Fragoso.

## Soorten
Parasphallenum is monotypisch en omvat slechts de volgende soort:
- Parasphallenum fulguratum (Chabrillac, 1857)